# Моцано
Моцано (итал. Mozzano) насеље је у Италији у округу Асколи Пичено, региону Марке.
Према процени из 2011. у насељу је живело 922 становника. Насеље се налази на надморској висини од 201 м.